# Амалия Катарина фон Валдек-Айзенберг
Амалия Катарина фон Валдек-Айзенберг (на немски: Amalia Katharina von Waldeck-Eisenberg) е графиня от Валдек-Айзенберг и чрез жентитба графиня в Ербах в Оденвалд. Тя е поетеса на църковни пиетизъм-песни.

## Биография
Родена е на 8 август 1640 година в Куленбург. Тя е дъщеря на граф Филип Теодор фон Валдек-Айзенберг (1614 – 1645) и съпругата му графиня Мария Магдалена фон Насау-Зиген (1622 – 1647), дъщеря на граф Вилхелм фон Насау-Зиген-Хилхенбах (1592 – 1642) и графиня Кристина фон Ербах (1596 – 1646). По-голяма сестра е на Хайнрих Волрад (1642 – 1664), граф на Валдек-Айзенберг.
Амалия Катарина загубва родителите си на седем години и живее в свободния светски женски манастир Шаакен. Омъжва се на Коледа на 26 декември 1664 г. в Аролзен за граф Георг Лудвиг I фон Ербах-Ербах, който умира през 1693 г. След това тя се връща в родното си место Куленбург, Западен Гелдерланд, Нидерландия, където умира на 4 януари 1697 г.

## Фамилия
Амалия Катарина фон Валдек-Айзенберг се омъжва на Коледа на 26 декември 1664 г. в Аролзен за граф Георг Лудвиг I фон Ербах-Ербах (* 8 май 1643; † 5 април 1693 в Аролзен), син на граф Георг Албрехт I фон Ербах (1597 – 1647) и графиня Елизабет Доротея фон Хоенлое-Шилингсфюрст (1617 – 1655). Те имат 16 деца:
- Хенриета (1665 – 1665)
- Хенриета Юлиана (1666 – 1684)
- Филип Лудвиг (1669 – 1720), женен за графиня Албертина Елизабет фон Валдек-Айзенберг (1664 – 1727), дъщеря на княз Георг Фридрих фон Валдек-Айзенберг (1620 – 1692) и Елизабет Шарлота фон Насау-Зиген (1626 – 1694)
- Карл Алберт Лудвиг (* 1670 † 18 август 1704), убит в Дапфинг на Дунав
- Георг Алберт (*/† 1671)
- Амалия Катарина (1672 – 1676)
- Фридрих Карл (1673 – 1673)
- син (*/† 1674)
- Вилхелмина София (1675 – 1675)
- Магдалена Шарлота (1676 – 1676)
- Вилхелм Лудвиг (1677 – 1678)
- Амалия Катарина (*/† 1678)
- Фридерика Шарлота (1679 – 1679)
- Фридрих Карл фон Ербах-Лимпург (1680 – 1731), женен за графиня София Елеонора фон Лимпург (1695 – 1738), дъщеря на Фолрат Шенк фон Лимпург-Шпекфелд-Оберсзонтхайм (1641 – 1713) и София Елеонора фон Лимпург-Гайлдорф (1655 – 1722)
- Ернст (1681 – 1684)
- София Албертина (1683 – 1742), омъжена на 4 февруари 1704/10 юни 1726 г. в Ербах за херцог Ернст Фридрих I фон Саксония-Хилдбургхаузен (1681 – 1724)

## Произведения
През 1692 г. тя издава в Хилдбургхаузен сбирка от 76 църковни песни с титлата „Andächtige Sing-Lust“. Не е известно дали тя също е и композиторката на тези песни.